# Озгуд (Мисури)
Озгуд (енгл. Osgood) град је у америчкој савезној држави Мисури.

## Демографија
По попису из 2010. године број становника је 48, што је 3 (-5,9%) становника мање него 2000. године.
| Група             | 2000.      | 2010.      |
| Белци             | 48 (94,1%) | 30 (62,5%) |
| Афроамериканци    | 2 (3,9%)   | 0 (0,0%)   |
| Азијати           | 0 (0,0%)   | 0 (0,0%)   |
| Хиспаноамериканци | 1 (2,0%)   | 10 (20,8%) |
| Укупно            | 51         | 48         |